# NGC 3545
NGC 3545 ist ein interagierendes Galaxienpaar im Sternbild Großer Bär am Nordsternhimmel. Es ist schätzungsweise 394 Millionen Lichtjahre von der Milchstraße entfernt.
Das Objekt wurde am 26. März 1884 von Edouard Stephan entdeckt.